# Hystricia argentinensis
Hystricia argentinensis là một loài ruồi trong họ Tachinidae.